# When the Music’s Over
A When the Music's Over egy dal a The Doors együttes 1967-es Strange Days című albumáról. A dal egy epikus rockszerzeménynek mondható, amelyet leginkább az együttes debütáló nagylemezén hallható The End című számhoz lehetne hasonlítani. A dal 11 perc hosszú, amivel az együttes leghosszabb számai közé tartozik.
A dal öt részre osztható, melyek közül az ötödik, egyben utolsó rész visszatér az első rész szövegéhez és témájához:
1. "Turn Out the Lights/Dance on Fire"
2. "Cancel My Subscription"
3. "What Have They Done to the Earth?"
4. "Persian Night"
5. "Return to the Main Themes"

## Külső hivatkozások
- YouTube-videó